# Drosanthemum diversifolium
Drosanthemum diversifolium es una especie de planta suculenta perteneciente a la familia Aizoaceae.  Es originaria de Sudáfrica.

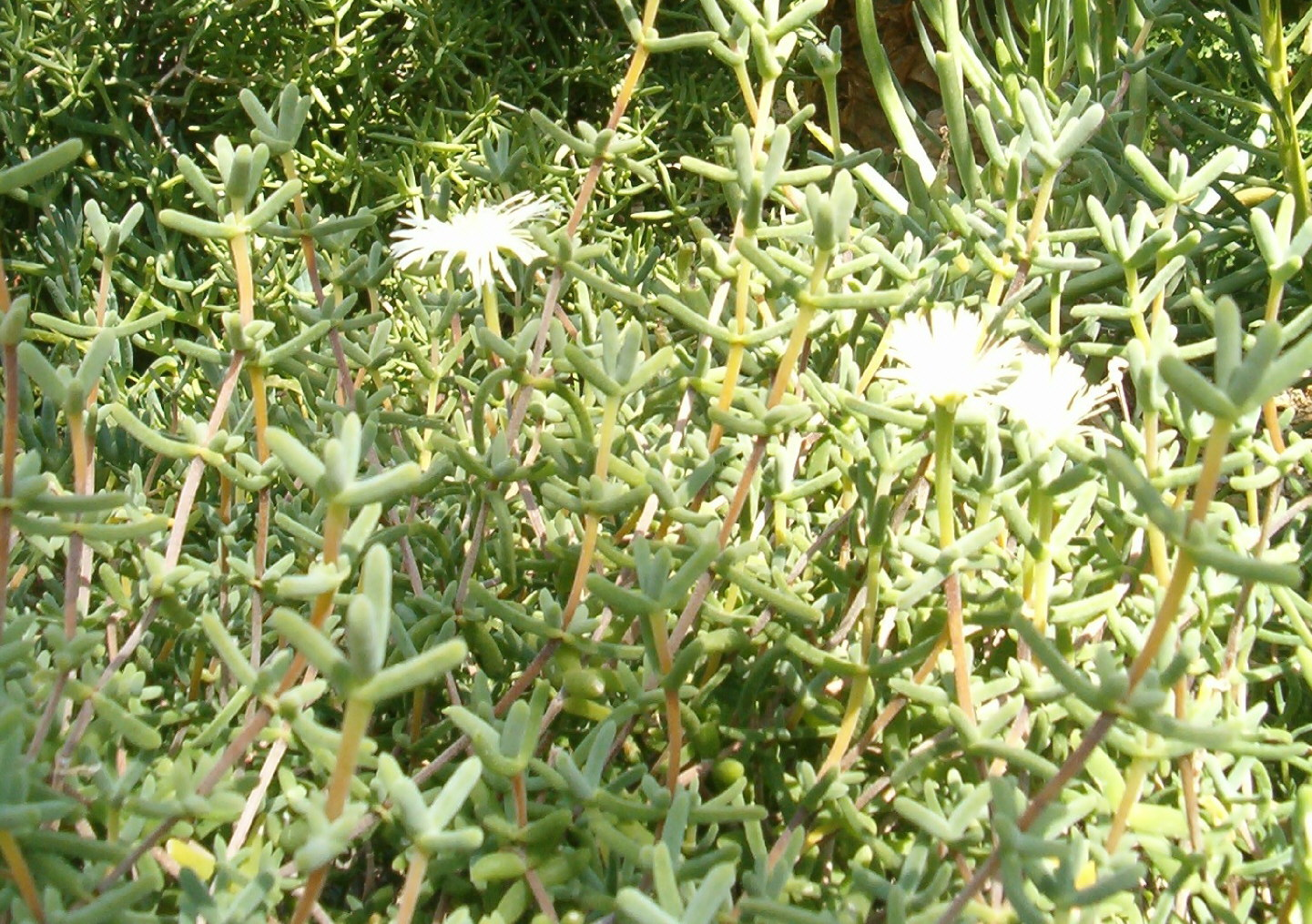
Vista de la planta

## Descripción
Es una pequeña planta suculenta perennifolia que alcanza un tamaño de 12 cm de altura a una altitud de 1200 metros en Sudáfrica.

## Taxonomía
Drosanthemum diversifolium fue descrito por Harriet Margaret Louisa Bolus y publicado en Notes Mesembrianthemum  2: 10. 1928.
Etimología
Drosanthemum: nombre genérico que deriva de las palabras griegas: drosos y anthos que significa "rocío" y "flor", que describe las células llenas de agua en las hojas de muchas especies de este género similares, de hecho, a las gotas de rocío.
diversifolium: epíteto latino que significa "con diversos tipos de hojas".
Sinonimia
- Drosanthemum subalbum L.Bolus (1931)[4]